# MTV Video Music Award de la vidéo la plus révolutionnaire
Ce trophée décore la vidéo la plus révolutionnaire de l'année.
Voici la liste des gagnants dans cette catégorie aux MTV Video Music Awards depuis sa création en 1988 à sa disparition en 2010.
| Année | Artiste                       | Vidéo                      |
| ----- | ----------------------------- | -------------------------- |
| 1988  | INXS                          | Need You Tonight/Mediate   |
| 1989  | Art of Noise (avec Tom Jones) | Kiss                       |
| 1990  | Tears for Fears               | Sowing the Seeds of Love   |
| 1991  | R.E.M.                        | Losing My Religion         |
| 1992  | Red Hot Chili Peppers         | Give It Away               |
| 1993  | Los Lobos                     | Kiko and the Lavender Moon |
| 1994  | R.E.M.                        | Everybody Hurts            |
| 1995  | Weezer                        | Buddy Holly                |
| 1996  | The Smashing Pumpkins         | Tonight, Tonight           |
| 1997  | Jamiroquai                    | Virtual Insanity           |
| 1998  | The Prodigy                   | Smack My Bitch Up          |
| 1999  | Fatboy Slim                   | Praise You                 |
| 2000  | Björk                         | All Is Full of Love        |
| 2001  | Fatboy Slim                   | Weapon of Choice           |
| 2002  | The White Stripes             | Fell in Love with a Girl   |
| 2003  | Coldplay                      | The Scientist              |
| 2004  | Franz Ferdinand               | Take Me Out                |
| 2005  | Gorillaz                      | Feel Good Inc.             |
| 2006  | Non décerné                   | -                          |
| 2007  | Non décerné                   | -                          |
| 2008  | Non décerné                   | -                          |
| 2009  | Matt & Kim                    | Lessons Learned            |
| 2010  | The Black Keys                | Tighten Up                 |